# 妙経寺 (台東区)
妙経寺（みょうきょうじ）は、東京都台東区にある日蓮宗の寺院。

## 歴史
1535年（天文4年）、日浄上人によって開山された。元々は武蔵国芝崎村（現・東京都千代田区大手町）に位置していたが、江戸時代に入り現在地に移転した。
現在は廃寺となっているが、江戸時代には二つの塔頭が存在していたという。
当寺には銅鐘がある。「時の鐘」として知られていたため、戦時中の金属供出を免れることができた。現在も大晦日の除夜の鐘が撞かれている。

## 文化財
- 銅鐘（妙経寺）（台東区有形文化財 平成9年度登載）[3]

## 交通アクセス
- 稲荷町駅より徒歩3分（経路案内）。